# Chí Hòa (xã)
Chí Hòa là một xã thuộc huyện Hưng Hà, tỉnh Thái Bình, Việt Nam.
Xã Chí Hòa có diện tích 8,05 km², dân số năm 1999 là 6613 người, mật độ dân số đạt 821 người/km². Được chia thành 6 thôn: An Tiến, Chùa, Nhuệ, Sàng, Vân Đài và Vị Giang.